# Lukavica, Lazarevac
Lukavica (izvirno srbsko Лукавица) je naselje v Srbiji, ki upravno spada pod Mestno občino Lazarevac; slednja pa je del Mesta Beograd.

## Demografija
V naselju živi 339 polnoletnih prebivalcev, pri čemer je njihova povprečna starost 37,8 let (37,4 pri moških in 38,1 pri ženskah). Naselje ima 143 gospodinjstev, pri čemer je povprečno število članov na gospodinjstvo 3,17.
To naselje je, glede na rezultate popisa iz leta 2002, večinoma srbsko.
|  |

| Demografija | Demografija     | Demografija     |
| Leto        | Št. prebivalcev | Št. prebivalcev |
| ----------- | --------------- | --------------- |
|             |                 |                 |
|             |                 |                 |
|             |                 |                 |
|             |                 |                 |
| 1948        | 677             |                 |
| 1953        | 720             |                 |
| 1961        | 820             |                 |
| 1971        | 1281            |                 |
| 1981        | 1522            |                 |
| 1991        | 577             | 523             |
| 2002        | 474             | 455             |
|             |                 |                 |

| Etnična sestava po popisu iz leta 2002 | Etnična sestava po popisu iz leta 2002 | Etnična sestava po popisu iz leta 2002 | Etnična sestava po popisu iz leta 2002 | Etnična sestava po popisu iz leta 2002 |
| -------------------------------------- | -------------------------------------- | -------------------------------------- | -------------------------------------- | -------------------------------------- |
| Srbi                                   | Srbi                                   |                                        | 449                                    | 98,68%                                 |
| Makedonci                              | Makedonci                              |                                        | 1                                      | 0,21%                                  |
| Jugoslovani                            | Jugoslovani                            |                                        | 1                                      | 0,21%                                  |
| Neznano                                | Neznano                                |                                        | 4                                      | 0,87%                                  |